# سان-لورون-سور-سون
سان-لورون-سور-سون (بالفرنسية: Saint-Laurent-sur-Saône)‏ هي بلدية فرنسية تقع في إقليم آن في فرنسا. رمز إنسي لها هو:1370. أما الرمز البريدي لها فهو: 1750.